# Luta Anarquista (Síria)
A Luta Anarquista (em curdo:  Tekoşîna Anarşîst), abreviada TA, é uma organização militar anarquista atuante no conflito de Rojava da Guerra Civil Síria desde 2017. O grupo é formado principalmente por voluntários internacionais. A TA é uma das quatro organizações anarquistas conhecidas atuando dentro das Forças Democráticas Sírias.

## Fundação
A TA foi fundada no outono de 2017 por voluntários internacionais que haviam participado da tomada de Raqqa, a “capital” do Estado Islâmico na Síria, como membros do Batalhão Internacional da Liberdade e das Forças Democráticas Sírias através das Unidades de Proteção Popular (YPG). Os formadores do grupo, ao contrário de outros voluntários internacionais anarquistas, se opunham a participar apenas como membros individuais da YPG; Preferiram formar uma organização que pudesse atuar de forma autônoma. A TA surge então como uma unidade militar própria, posteriormente integrada ao BIL.
Apesar de ter surgido em 2017, a organização somente veio a público dois anos depois, com a publicação de um comunicado escrito pelo próprio grupo. O Comunicado foi republicado em diversos sites de noticias de esquerda e anarquistas, como o estadunidense It’s Going Down e o brasileiro Agência de Notícias Anarquistas.

## Atuação

### Batalha de Afrîn
Já como organização estabelecida, a TA lutou na Batalha de Afrîn como parte das Forças Antifascistas em Afrîn, contra a invasão pela Turquia e Exército Livre da Síria no início de 2018. Entre as dezenas de combatentes internacionais que perderam suas vidas no conflito estava Şevger Ara Makhno, nome de guerra de um militante turco anarquista e membro da TA.

### Batalha de Baghuz Fawqani
Alguns membros da organização também participaram da Batalha de Baghuz Fawqani, em 2019. Entre eles estava Lorenzo Orsetti, um voluntário internacional italiano, que foi morto no conflito. Orsetti se tornou uma figura heróica na Itália após sua morte, e seu corpo foi repatriado para sua cidade natal, Florença. Seu nome ainda é reivindicado por grupos anarquistas italianos atualmente, como a Federazione Anarchica Italiana. Alguns destes grupos criticam a martirização de Orsetti pela sociedade italiana quando, na prática, voluntários que lutam junto aos Curdos na síria muitas vezes são perseguidos ao retornar à Itália.

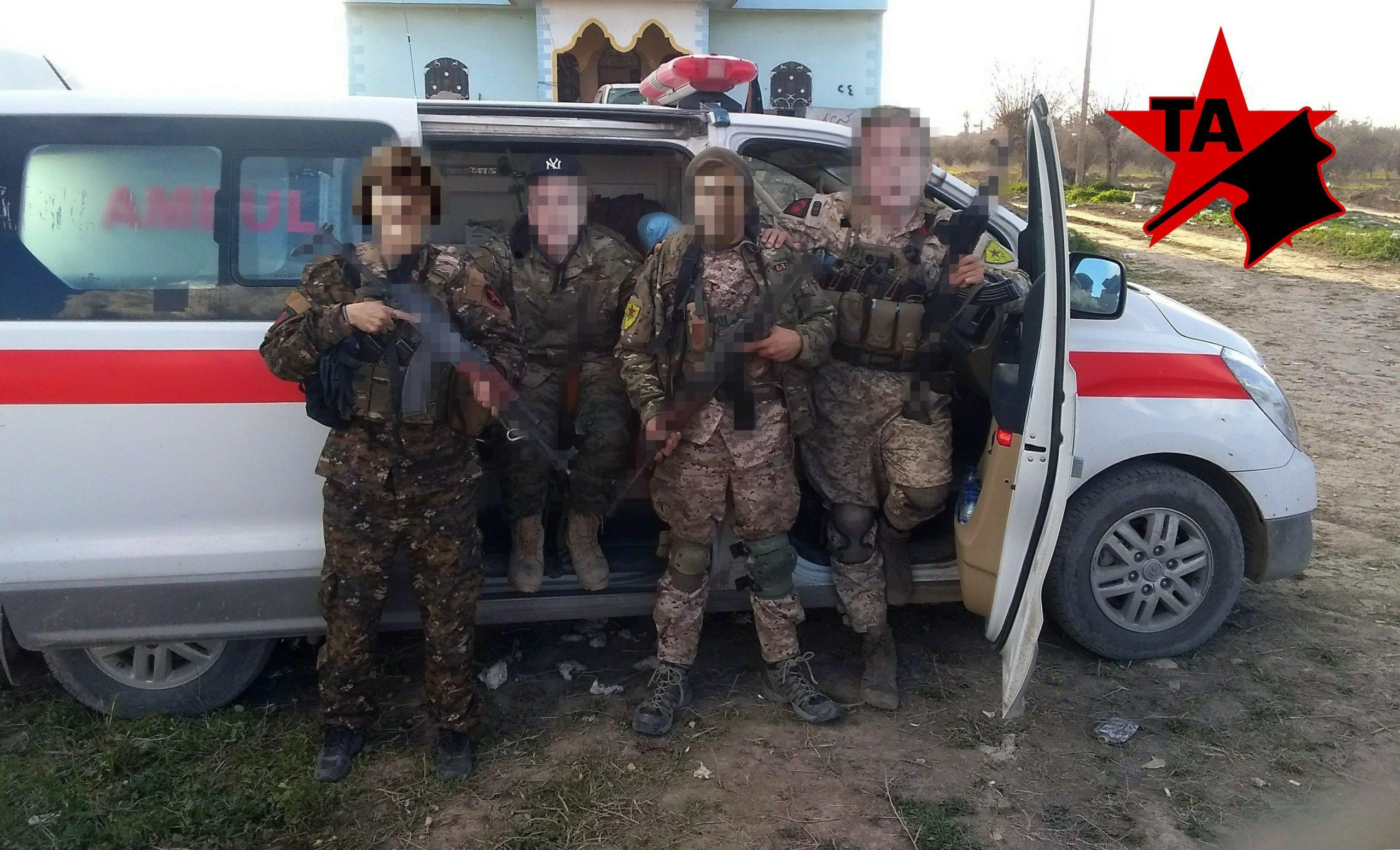
Unidade médica combatente da Tekoşîna Anarşîst

### Assistência Médica
Além de ser uma unidade militar, a TA eventualmente passou a também atuar na assistência médica em locais anteriormente ocupados pelo EI, como Deir Zor, e em zonas de combate ativo, como Ras al-Ayn em 2019. A atuação como médicos de combate envolvia não apenas a prestação de socorros a combatentes e locais, como também a educação de outros membros do BIL e da população local em relação a primeiros socorros e ajuda médica básica.

## Ideologia
A TA se considera herdeira do anarquismo social, se opondo tanto ao anarquismo individualista quanto ao comunismo marxista-leninista e maoista. O grupo, assim como as Forças Guerrilheiras Internacionais e Revolucionárias do Povo, também enfatiza a defesa dos direitos LGBTQ+, e conta com a participação de combatentes transgênero. A TA não adere ao confederalismo democrático do PKK, mas reconhece a influência desse pensamento em sua construção ideológica.